# 沙米利卡拉
沙米利卡拉（羅馬化：Shamilʹkala；阿瓦尔语：Шамилхъала），旧称斯韦托戈尔斯克（Светогорск），是俄罗斯达吉斯坦共和国的市级镇、温楚库尔区行政中心，位于伊尔加奈水库旁，在该区前行政中心温楚库尔东偏南、共和国首府马哈奇卡拉西偏南方。
原名斯韦托戈尔斯克，后改为现名以纪念伊玛目沙米勒。该地2021年人口有4,890人；2010年人口4,886；2002年人口7,064；1989年人口2,710。